# پژو تراولر
پژو تراولر (Peugeot Traveller) یک خودروی ون چند منظوره جهت حمل بار، تجهیزات یا مسافر است که در سال ۲۰۱۶ در نمایشگاه خودروی ژنو توسط پژو رونمایی شد. این خودرو دارای سه بدنه با ابعاد متفاوت جهت کاربری‌های مختلف می‌باشد که کوچکترین آن ۴٬۶۰۰ میلیمتر و بزرگترین آن ۵٬۳۰۰ میلیمتر می‌باشد. خودروهای سیتروئن اسپیس تورر و تویوتا پروآس ورسو که همزمان با این خودرو رونمایی شدند نیز براساس همین خودرو و بر روی همین سکو (PSA EMP2) طراحی و در همان کارخانه گروه پی‌اس‌ای در شهر والنسین فرانسه تولید می‌شوند. هر سه خودرو از موتور و سیستم انتقال قدرت یکسان متعلق به گروه پی‌اس‌ای بهره می‌برند.

## ایمنی
پژو تراولر در سال ۲۰۱۵ توسط مؤسسه یورو ان‌سی‌ای‌پی مورد تست تصادف قرار گرفت و توانست ۵ ستاره از ۵ ستاره ایمنی در تصادفات را کسب کند که شامل ۸۷٪ ایمنی برای سرنشینان، ۹۱٪ ایمنی کودکان، ۶۴٪ عابرین پیاده و ۷۸٪ در بخش ایمنی خودرو قبل از تصادف می‌شود.
| نتایج تست سال ۲۰۱۵                          |     |
| امتیاز مجموع کسب شده از مؤسسه یورو ان‌سی‌ای‌پی |     |
| حفاظت از سرنشینان                           | ۸۷٪ |
| ایمنی کودک                                  | ۹۱٪ |
| حفاظت از عابر پیاده                         | ۶۴٪ |
| ایمنی فعال                                  | ۷۸٪ |